# 浪花村
浪花村（なみはなむら・なにわむら）は千葉県夷隅郡にかつて存在した村である。

## 地理
- 旧大原町、現在のいすみ市の南部に位置する。
- 現在の御宿町の東部に位置する。
- 村は太平洋に面している。
- 村域の山がちな地形が多い。

## 歴史
村名は豊漁のなごやかな波（浪）と豊作の美しい花という意味をこめて、浪花村となった。

### 主な出来事
- 1898年（明治31年） - 岩船尋常小学校と小沢尋常小学校が合併し、高等科を併設し浪花高等小学校となる。
- 1913年（大正2年）6月20日 - 浪花駅が開業。

### 村域の変遷
- 1889年（明治22年）4月1日 - 町村制施行に伴い、小池村・小沢村・岩船村・岩和田村が合併し夷隅郡浪花村が発足。
- 1955年（昭和30年）3月31日 - 市町村合併により消滅。
  - 岩和田は御宿町（旧）・布施村の残部（上布施と下布施の一部を除く）と合併し、御宿町が発足。
  - 残部は大原町（旧）・東村・東海村・布施村の一部（下布施と上布施の一部）と合併し、大原町が発足。

変遷表
| 1868年 以前 | 1868年 以前 | 明治22年 4月1日 | 昭和30年 3月31日 | 平成17年 12月5日 | 現在     |
| ----------- | ----------- | --------------- | ---------------- | ---------------- | -------- |
|             | 小池村      | 浪花村          | 大原町           | いすみ市         | いすみ市 |
|             | 小沢村      | 浪花村          | 大原町           | いすみ市         | いすみ市 |
|             | 岩船村      | 浪花村          | 大原町           | いすみ市         | いすみ市 |
|             | 岩和田村    | 浪花村          | 御宿町           | 御宿町           | 御宿町   |

## 人口
総数 [単位： 人]
| 1891年（明治24年） | 4,447 |
| 1920年（大正 9年） | 2,420 |
| 1935年（昭和10年） | 2,383 |
| 1955年（昭和30年） | 2,673 |

## 交通

### 鉄道
- 日本国有鉄道（ → 東日本旅客鉄道）
  - ■房総東線（ → 外房線）
    - 浪花駅

### 道路
- 二級国道
  - 国道128号